# 2010 en animation asiatique
Voir aussi: 2010 au cinéma - 2010 à la télévision
2009 en animation asiatique - 2010 en animation asiatique - 2011 en animation asiatique

## Festivals et conventions
- 1 au 4 juillet : Japan Expo (11e impact)

## Récompenses
- Liste des résultats des Japan Expo Awards

## Principales diffusions en France

### Films
- 3 février : Yona, la légende de l'oiseau-sans-aile
- 9 juin : Summer Wars

## Principales diffusions au Japon

### Films
- 17 avril : Détective Conan : L'Arche du Ciel
- 10 juillet : Pokémon : Zoroark, le Maître des Illusions
- 17 juillet : Arrietty, le petit monde des chapardeurs
- 31 juillet : Naruto Shippuden: The Lost Tower
- 4 décembre : Bleach: Hell Verse

### OAV
- 23 octobre : Beelzebub

### Séries télévisées
- 4 janvier : La Mélodie du Ciel
- 7 janvier : Durarara!!
- 9 janvier : The Qwaser of Stigmata
- 15 janvier : Nodame Cantabile Finale (saison 3)
- 26 janvier : Katanagatari
- 1 avril : Kaichou wa Maid-sama!
- 2 avril: Yamada's First Time: B Gata H Kei
- 3 avril : Angel Beats!
- 5 avril : Kiss × sis
- 6 avril : Rainbow
- 7 avril : K-ON‼ (saison 2)
- 16 avril ; House of Five Leaves
- 23 avril : The Tatami Galaxy
- 1er juillet : Black Butler (saison 2), Amagami
- 3 juillet : Nura : Le Seigneur des Yokaï
- 5 juillet : Highschool of the Dead, Seikimatsu Occult Gakuin
- 6 juillet : Digimon Xros Wars
- 9 juillet : Shiki
- 10 juillet : Asobi ni iku yo!
- 4 septembre : Hyakka Ryouran: Samurai Girls
- 23 septembre : Togainu no Chi
- 2 octobre : Bakuman.
- 2 octobre : Tegami Bachi: Reverse (saison 2)
- 3 octobre : Oreimo
- 6 octobre : Que sa volonté soit faite
- 8 octobre : To aru majutsu no Index (saison 2), And Yet the Town Moves
- 15 octobre : Princess Jellyfish

## Principaux décès
- 24 août : Satoshi Kon